# Marcelino Pérez (hiszpański piłkarz)
Marcelino Pérez Ayllón (ur. 13 sierpnia 1955 w Sabadell) – hiszpański piłkarz występujący podczas kariery zawodniczej na pozycji obrońcy. Uczestnik mistrzostw świata 1978 rozgrywanych w Argentynie.
Był wieloletnim graczem klubu Atlético Madryt, w którym grał przez 10 lat.

## Sukcesy

### Atlético Madryt
- Primera División (1): 1977
- Puchar Króla (1): 1976
- Puchar Interkontynentalny (1): 1974